# 反义词

黑白为反义词

反义词或相反词是语言学上的现象，指的是某多对字或单词具有相反意义或定义，如“有”和“无”、“爱”和“恨”、“冷”和“热”都是反义词。
多种语言中的一个词汇不一定都有对应的反义词，如助词、量词、数词、叹词、拟声词等不一定就有反义词。还有很多因有反义或反义较清晰而有不相应的反义词的词汇。然而少部分语言的反义词属于形容词、名词与动词的词汇，且反義詞與同义词很少存在於部分的人類語言當中。
通常来说，某词对应的反义词不只限多个，而不会不包含部分反义词的同义词在内。如“少”、“幼”、“年轻”都可以算是“老”的反义词，不因为都不是同义词。
不过，因为很少词汇在相同场合可以有相同的定义，所以不可能有多个词对应少数可能相同的反义词的情况出现。例如以上“少”作为“老”的反义词，是因为“少”字有“年少”的意思，而如果“少”解读为“少数”的意思，其反义词则应为“多”而非“老”。因此还有不特定的词可有很多可能相同定义的反义词，如“白”的反义词在不同场合分别可能是“黑”（如白色与黑色）“红”（如白事与红事，或白军与红军）“文”（如白话与文言）等相同意义的词汇。

## 常用反义词
| 大   | 小   |
| 多   | 少   |
| 重   | 輕   |
| 上   | 下   |
| 左   | 右   |
| 前   | 后   |
| 強   | 弱   |
| 正   | 負   |
| 冷   | 热   |
| 增   | 減   |
| 高   | 低   |
| 好   | 差   |
| 进   | 退   |
| 賺   | 賠   |
| 有   | 无   |
| 新   | 舊   |
| 贏   | 輸   |
| 離   | 合   |
| 深   | 淺   |
| 怀疑 | 相信 |
| 高興 | 掃興 |
| 美麗 | 丑陋 |
| 相同 | 不同 |
| 進化 | 退化 |
| 準時 | 延後 |
| 守信 | 失信 |
| 尊重 | 侮辱 |
| 安全 | 危險 |
| 睡著 | 醒來 |
| 打開 | 關上 |
| 傷心 | 開心 |
| 早到 | 遲到 |

## 对立类型
有以下的类型：
1. 补充型（complementary）：饿和饱、站和坐（不可能同时）
2. 可分级（gradable）：冷和热、大和小、美和丑、贫和富（有可能同时）
3. 逆向型（converse）：对和错、借和还、推和拉、有和无、是和非、黑与白
4. 反面型（reverse）：一对动词，一个是另一个的反义词。譬如：
  1. 在图论中，细分和平滑
  2. 在考试中，通过和不及格
  3. 系（鞋带）和解